# Живая
Живая (хорв. Živaja) — населений пункт у Хорватії, у Сисацько-Мославинській жупанії у складі громади Хорватська Дубиця.

## Населення
Населення за даними перепису 2011 року становило 309 осіб.
Динаміка чисельності населення поселення:

## Клімат
Середня річна температура становить 11,20 °C, середня максимальна – 25,62 °C, а середня мінімальна – -5,69 °C. Середня річна кількість опадів – 962 мм.
| Клімат поселення                              | Клімат поселення | Клімат поселення | Клімат поселення | Клімат поселення | Клімат поселення | Клімат поселення | Клімат поселення | Клімат поселення | Клімат поселення | Клімат поселення | Клімат поселення | Клімат поселення | Клімат поселення |
| Показник                                      | Січ.             | Лют.             | Бер.             | Квіт.            | Трав.            | Черв.            | Лип.             | Серп.            | Вер.             | Жовт.            | Лист.            | Груд.            |                  |
| Середній максимум, °C                         | 7,34             | 9,21             | 13,55            | 17,94            | 22,43            | 25,62            | 24,42            | 23,73            | 20,10            | 15,24            | 9,96             | 5,70             |                  |
| Середня температура, °C                       | 0,82             | 2,70             | 7,01             | 11,42            | 15,92            | 19,11            | 20,80            | 20,10            | 16,46            | 11,62            | 6,33             | 2,05             |                  |
| Середній мінімум, °C                          | −5,69            | −3,83            | 0,50             | 4,91             | 9,40             | 12,60            | 17,16            | 16,46            | 12,84            | 7,99             | 2,70             | −1,59            |                  |
| Норма опадів, мм                              | 61               | 58               | 68               | 81               | 84               | 95               | 87               | 87               | 84               | 88               | 93               | 76               |                  |
| Середньомісячна швидкість вітру, м/с          | 1.60             | 1.80             | 2.20             | 2.10             | 1.92             | 1.80             | 1.70             | 1.60             | 1.60             | 1.60             | 1.64             | 1.69             |                  |
| Середньомісячна сонячна радіація, кДж/м²·день | 4351             | 7164             | 10938            | 15392            | 19680            | 21899            | 22990            | 20040            | 14837            | 9177             | 4923             | 3596             |                  |
| --------------------------------------------- | ---------------- | ---------------- | ---------------- | ---------------- | ---------------- | ---------------- | ---------------- | ---------------- | ---------------- | ---------------- | ---------------- | ---------------- | ---------------- |
| Джерело:                                      |                  |                  |                  |                  |                  |                  |                  |                  |                  |                  |                  |                  |                  |